# Garrulax courtoisi
El charlatán coroniazul (Garrulax courtoisi) es una especie de ave paseriforme de la familia Leiothrichidae endémica del sur de China. Anteriormente se consideraba una subespecie del charlatán goligualdo.

## Distribución y hábitat
Se encuentra únicamente en la provincia de Jiangxi, del sur de China. Su hábitat natural son los bosques húmedos subtropicales y matorrales de tierras bajas. Está en peligro crítico de extinción por la pérdida de hábitat.